# Auslandseinsatz
Auslandseinsatz nennt man eine aufgabenmäßige Tätigkeit einer Einsatzorganisation (Streitkräfte, aber auch der zivilen Kräfte, wie der Polizei oder Einheiten des Katastrophenschutzes und Rettungsdienstes) außerhalb des eigenen Staates. Dabei wird zwischen Hilfeleistung im Not- und Katastrophenfall (Katastrophenhilfe), humanitärer Hilfe, Such- und Rettungsdiensten, Ausbildungszwecken, sowie Peacekeeping und Friedenserzwingung unterschieden. Diese Einsätze sind – weil es sich um in Prinzip  hoheitliche Aufgaben handelt, auch wenn sie von NGOs wahrgenommen werden – völkerrechtlich dann zulässig, wenn sie entweder bilateral mit ausdrücklicher Genehmigung oder auf direkte Bitte des Auslandsstaates an den Entsendestaat stattfinden, oder im Rahmen internationaler Einsätze, die etwa durch die Vereinten Nationen (UN) legitimiert sind.
Internationale Einsatzeinheiten:
- UNO: Polizeitruppe der Vereinten Nationen (UNPOL)
- Europa: European Union Force (EUFOR)

Nationales:
- Deutschland: Auslandseinsätze der Bundeswehr, Auslandseinsätze der deutschen Polizei
- Österreich:[2] In Österreich ist der Koordinationsausschuss (unter dem Vorsitz des Generaldirektors für die öffentliche Sicherheit) die zentrale Leitstelle für staatliches Krisen- und Katastrophenschutzmanagement und die internationale Katastrophenhilfe (SKKM).[3] Da sich die Kompetenz teils auf den Bund, teils auf die Länder verteilt, sind dort die zuständigen Bundesministerien ebenso vertreten wie Landesorganisationen. Zentrale Informationsstelle ist das Einsatz- und Krisenkoordinationscenter (EKC) mit der inzwischen eingegliederten Bundeswarnzentrale (BWZ), die am Bundesministerium für Inneres (BMI) angesiedelt sind. Dieses übernimmt seit 2003 auch die Leitung bei allen internationalen Einsätzen im Zivilschutz.[4] Rechtliche Basis der Auslandseinsätze aller Einheiten des Bundes ist seit 1997  das Bundesverfassungsgesetz über Kooperation und Solidarität bei der Entsendung von Einheiten und Einzelpersonen in das Ausland (KSE-BVG). Spezielle Einheiten sind etwa:
  - Bundesheer: Streitkräfteführungskommando (SKFueKdo, Aufgaben des ehemaligen Kommando Internationale Einsätze),[5] Kräfte für internationale Operationen (KIOP)[6]
  - Bundespolizei: Einheiten im Rahmen der Polizeitruppe der UN[7]
  - Feuerwehr: z. B. FuB-Bereitschaft für besonderen Bedarf beim Landes-Feuerwehrverband (OÖ)[8]
- Schweiz: Auslandseinsätze der Schweizer Armee (nur Peacekeeping)
- UK: Auslandseinsätze und -stützpunkte der British Army